# Wyosin
Wyosin (Kurzcode Yt) ist ein seltenes Nukleosid und kommt in der tRNA vor. Es besteht aus der β-D-Ribofuranose (Zucker) und einem stark modifizierten Guanosin. Es ist ein tricyclisches Nukleosid und wurde in Torula-Hefe gefunden. Wyosin (Yt) und seine Derivate wie Wybutosin (yW) finden sich neben dem Anticodon an Position 37 von Phenylalanin-spezifischen Transfer-RNAs (tRNAPhe).